# 埃斯蒂瓦雷耶
埃斯蒂瓦雷耶（法語：Estivareilles，法語發音：[ɛstivaʁɛj]）是法国阿列省的一个市镇，属于蒙吕松区。

## 地理
埃斯蒂瓦雷耶（46°25'31"N, 2°37'7"E）面积11.27 平方千米，位于法国奥弗涅-罗讷-阿尔卑斯大区阿列省，该省份为法国中部省份，北起涅夫勒省、西北接谢尔省，西南至克勒兹省，南至多姆山省，东南临卢瓦尔省，东临索恩-卢瓦尔省。
与埃斯蒂瓦雷耶接壤的市镇（或旧市镇、城区）包括：勒尼、圣维克托、沃村、韦尔内、上博卡日。

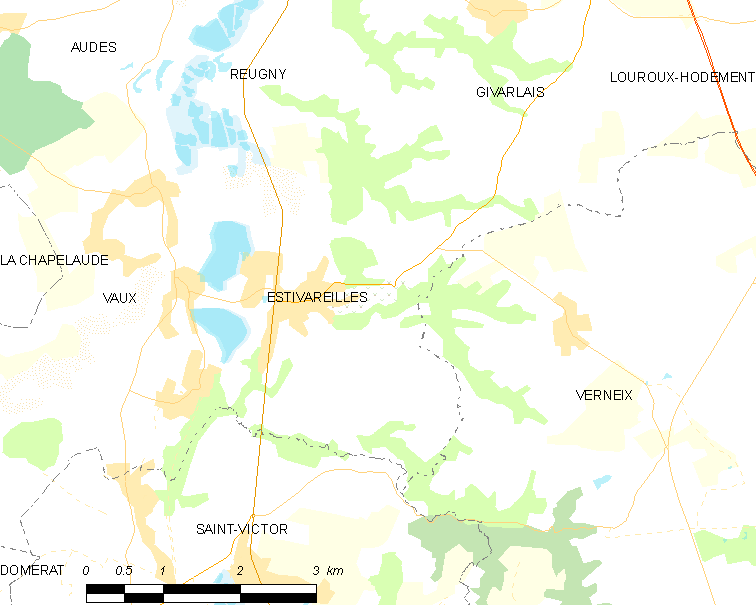
埃斯蒂瓦雷耶的OSM定位图

埃斯蒂瓦雷耶的时区为UTC+01:00、UTC+02:00（夏令时）。

## 行政
埃斯蒂瓦雷耶的邮政编码为03190，INSEE市镇编码为03111。

## 政治
埃斯蒂瓦雷耶所属的省级选区为于列勒县。

## 人口

1962-2008年间埃斯蒂瓦雷耶人口变化图示

埃斯蒂瓦雷耶于2022年1月1日时的人口数量为1114人。